# Toulouse FC
Toulouse FC er en fransk fodboldklub fra Toulouse, der spiller i Ligue 1. 
Klubben har aldrig vundet det franske mesterskab, men har derimod vundet Ligue 2 tre gange og Coupe de France én gang.
Toulouse har deltaget i europæisk sammenhængen 5 gange.

## Historie
Klubben blev grundlagt i 1937 og spillede længe i den bedste franske række, men i 1967 solgte den alle sin spillere og sin licens til Red Star Saint-Ouen.
I 1970 blev klubben reetableret, og i 1982 vendte den tilbage til Ligue 1. 80'erne var et succefuldt årti, der bl.a. bød på en UEFA Cup-deltagelse i 1984 og en tredjeplads i Ligue 1 i 1987.
I 1994 rykkede klubben dog ud af den bedste række, og i løbet af 90'erne var klubben en elevatorklub mellem Ligue 1 og Ligue 2.
I 2001 blev klubben tvangsnedrykket til tredjebedste række pga. økonomiske problemer, men det tog kun to sæsoner, før klubben atter var at finde i Ligue 1.
I 2007 blev klubben nummer 3 i den franske liga, og fik dermed en plads i kvalifikationsturneringen til UEFA Champions League for første gang i klubbens historie. Det blev dog til et samlet nederlag i kvalifikationen til Liverpool F.C.

## Titler
Coupe de France
- Vinder (1): 1957

Ligue 2
- Vinder (4): 1953, 1982, 2003, 2022

## Kendte spillere
- Fabien Barthez
- Johan Elmander
- Rob Rensenbrink

## Danske spillere
- Ronnie Ekelund
- Søren Larsen
- Martin Braithwaite
- Rasmus Nicolaisen
- Mikkel Desler